# جورج غراهام مارتن
جورج غراهام مارتن (بالإنجليزية: George Graham Martin)‏ هو لاعب كرة قدم جنوب أفريقي، ولد في 3 سبتمبر 1933. لعب مع نادي ديربن يونايتد ‏.